# Casa dos Vécios
A Casa dos Vécios é uma das mais célebres e luxuosas residências da antiga cidade romana de Pompeia. Uma domus, e não uma vila, a casa foi preservada juntamente com o resto da cidade pela erupção do Vesúvio, em 79, e recebe este nome em homenagem a seus proprietários, dois libertos bem-sucedidos: Aulo Vécio Conviva (em latim: Aulus Vettius Conviva), um sodal augustal (sacerdote dedicado ao culto do deus-imperador Augusto) e Aulo Vécio Restítuto (Aulus Vettius Restitutus). A escavação cuidadosa da casa preservou quase todos os afrescos de suas paredes, que foram terminados depois do terremoto de 62, no estilo chamado pelos historiadores da arte de "Quarto Estilo Pompeiano".
A Casa dos Vécios localizava-se numa viela, na frente de um bar. Foi construída em torno de duas áreas centrais a céu aberto, um escuro átrio pelo qual o visitante passaria, vindo de um pequeno e escuro vestíbulo que o trazia da porta da rua, e mais adiante - perpendicular ao eixo de entrada - um peristilo de colunas dóricas iluminado por luz natural e cercado em todos os lados por um pórtico ricamente decorado com afrescos, no qual os espaços mais formais se abriam. Os aposentos dos criados localizam-se num dos lados do átrio, dispostos em torno de um pequeno átrio próprio. As principais decorações com afrescos dão vida ao peristilo, aos diversos aposentos (ecos) e ao triclínio, espécie de sala de jantar.

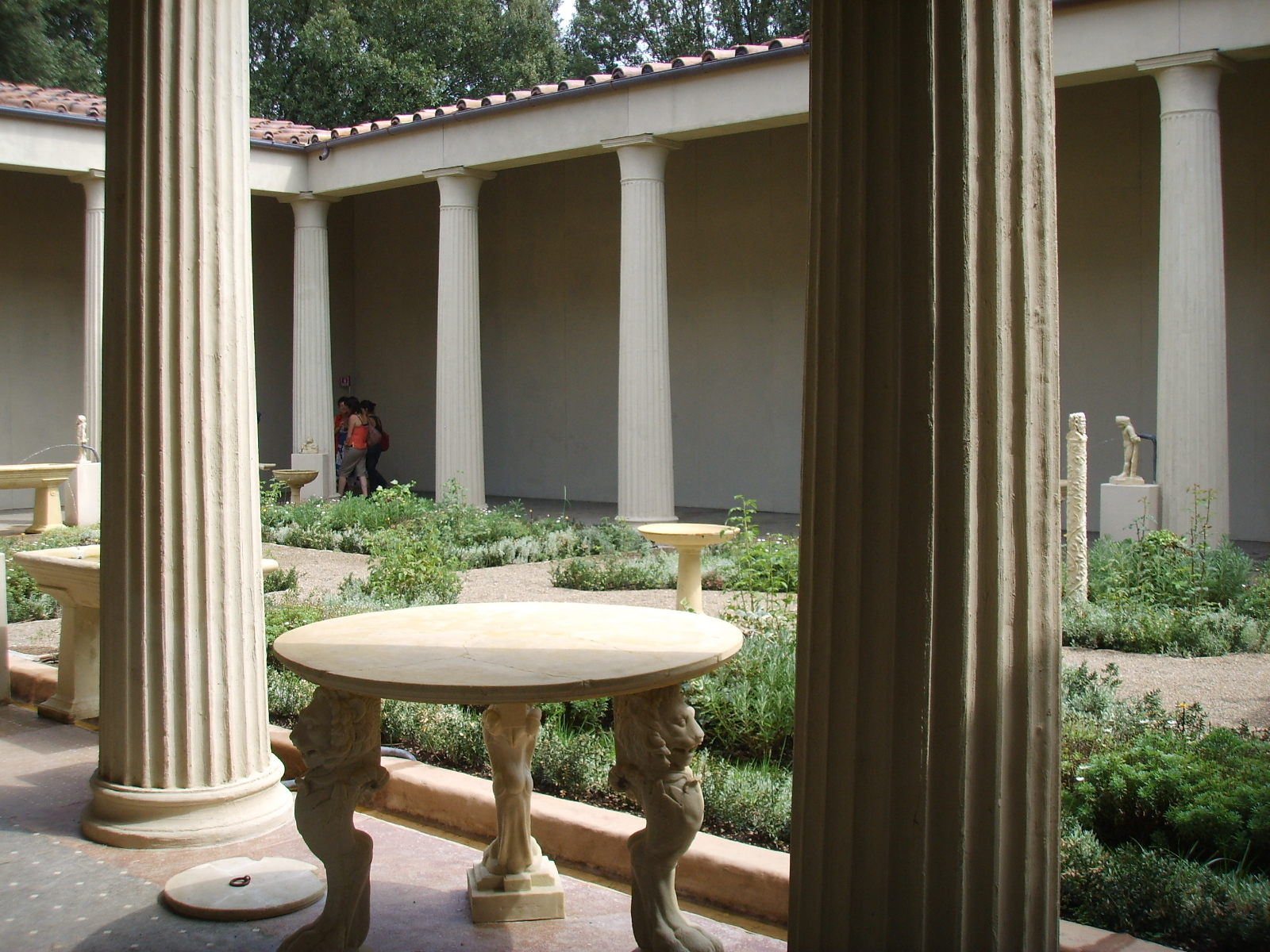
Peristilo (reconstrução, sem a decoração dos afrescos), feita para uma exibição nos Jardins de Boboli, 2007
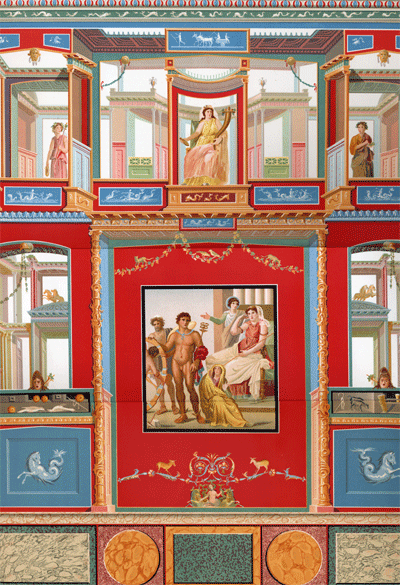
Pinturas na sala Íxion
Planimetria
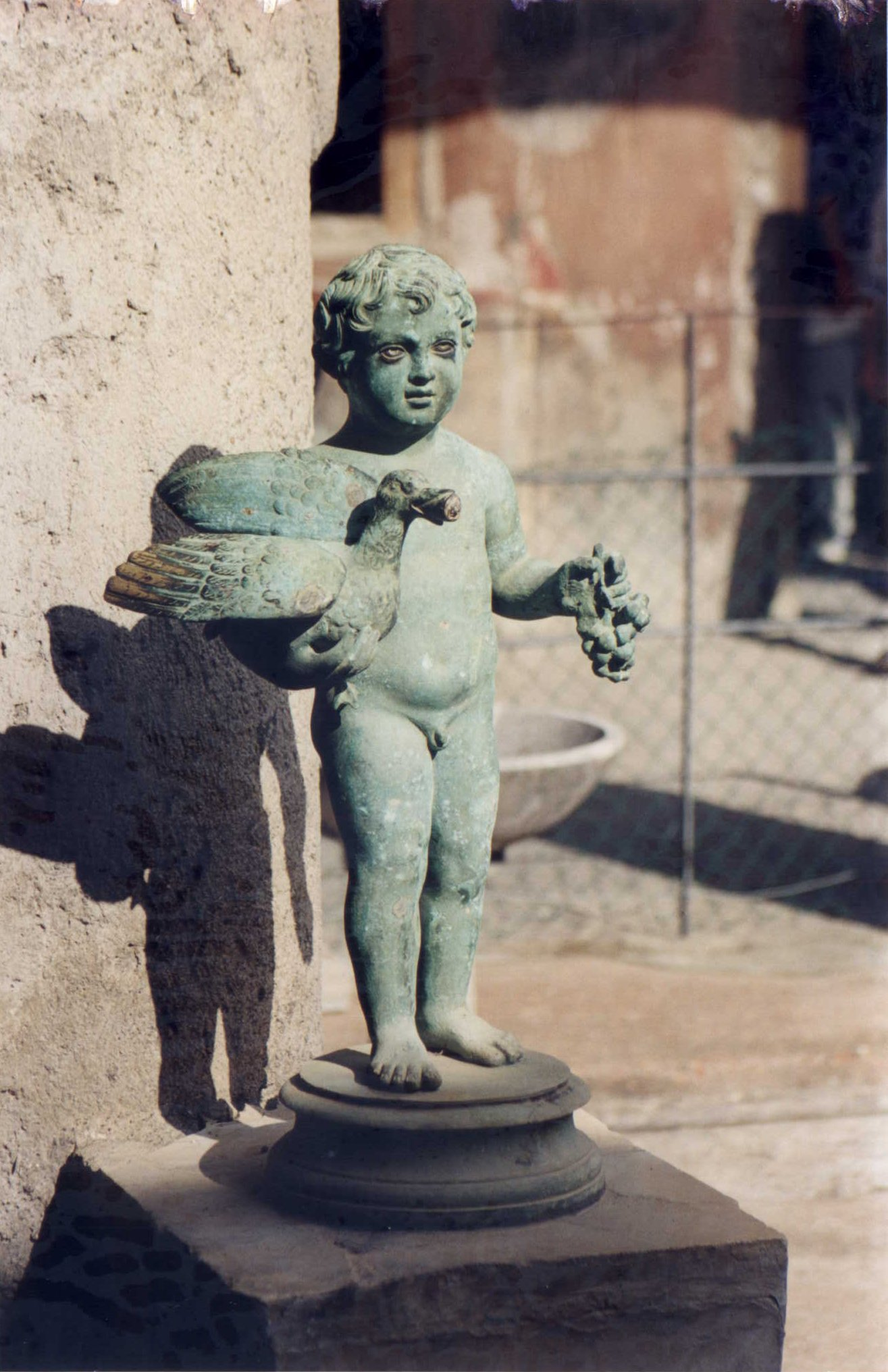
Detalhe